# 貨車裡的女人
《貨車裡的女人》是一部2015年的英國電影，由尼可拉斯·海納Nicholas Hytner （页面存档备份，存于）執導，改編自名編劇家阿倫·班尼特的真人真事同名話劇。由瑪姬·史密斯、吉姆·布洛班特、 主演。由《不羈吧！男孩(The History Boys)》 --  尼可拉斯·海納再度將阿倫·班尼特的小說搬上銀幕，金像影后瑪姬·史密斯更以細膩動人的演技詮釋迷樣又讓人著迷的瑪莉，精彩的演技更榮獲金球獎音樂或喜劇類最佳女主角、英國金像獎最佳女主角提名。

## 劇情
本片根據名編劇家阿倫·班尼特的同名話劇改編，這位劇作家的著作、名劇獲獎無數，本片是他的親身經歷，真人真事，電影拍攝地點也選擇自己的舊家原址拍攝。
故事發生在倫敦卡姆登(Camden Town （页面存档备份，存于）)一個寧靜的小區，一位拾荒的老婆婆瑪莉(瑪姬·史密斯 飾)，住在一輛破舊的小貨車内，誰都不願她將小貨車停在自家門外，但小鎮上的人始終是滿懷寛容，沒有人投訴，也沒有人將她趕走，她也從來沒有為社區製造麻煩，慢慢地她成了這小區的一部份，小貨車內過年過節街坊鄰居都會送來應節的小禮物，甚至焗烤蛋糕也會給她一份，而劇作家艾倫(阿歷克斯•詹寧斯 飾) 對她更是包容，在她緊急時還讓她進自家門使用廁所。直到有天，政府終於來清理，限令瑪莉將小貨車駛離馬路，因緣際遇，瑪莉將車停進艾倫家的後院內，本以為是萍水相逢的偶遇，卻一住就住了十五年，觀察瑪莉也成了艾倫生活的一部份，成為了瑪莉的守護者，除了瑪莉用艾倫家的地址作通信，甚至連社工都認定艾倫就是瑪莉的監謢人，這兩個互不相識的人，就如此這般地聯系在一起。
瑪莉身世迷離，雖然窮困潦倒、衛生習慣欠佳，但滿身傲骨，時常強詞奪理，卻不時透著優雅。在偶然的機會下，艾倫發覺瑪莉竟能說流利的法語，原來瑪莉曾到巴黎隨鋼琴大師Alfred Cortot學藝，她也確實成為了一位出色的鋼琴演奏家 —— 意思是，達到能開演奏會的級別，但至今卻不願再到聽任何音樂；曾經兩度去修道院當修女，從見習修女開始做起朝著成為正式修女的目標而努力，但在修道院中她卻過得不盡順利，修女用「神不允許妳彈鋼琴」考驗她能不能聽話，瑪莉被迫放棄了自己最愛的音樂，最後被逐出修道院；自己的親弟弟受不了她的脾氣與行徑，把她送進了精神病院，她逃了出來；曾在戰爭期間開過救護車，卻在一個路口停泊的時候，一個小夥子飛速地騎著摩托車轉彎，連人帶車衝撞上了她的救護車後身亡。不是她的錯，但她卻誤以為是自己的責任，迅速清理了現場 —— 也把自己劃到了法律的另一邊，她選擇逃避一切，卻也不時的去教堂向神父告解自己的罪過，終身居住於貨車內，成為人們口中的「遊民」。
在瑪莉生命結束前的那天，她被送去收容所梳洗換裝，並且終於又一次坐在了鋼琴前，顫抖著彈了一曲，晚上，艾倫抓著一小束花來貨車探望她，瑪莉說：「我得到過更大的花束，綁著絲帶的。這些根本沒法比。」卻又說「班尼特先生。握著我的手。它們是乾淨的。」，第二天，前來接瑪莉去收容院的社工發現，她已經去世了。喪禮結束後，瑪莉的魂魄與艾倫重逢，她跟艾倫說她現在死了艾倫可以放心的把她寫為自己筆下的題材了，被撞死的年輕小夥子也現身與瑪莉手勾著手說有很多話要好好聊上一番，瞬間，天上照下一道曙光，上帝顯靈，瑪莉的身體漸漸的飄起至高空，興奮的大叫，她終於獲得了上帝的接納。
最後，真實的艾倫騎著腳踏車到他過去的住所(也就是該片的拍攝現場)，與劇中的工作人員共同在門口掛上瑪莉曾經居住於此的紀念標誌。

## 演員
- 瑪姬·史密斯  飾演 瑪莉 Mary Shepherd / Margaret Fairchild
- 阿歷克斯·詹寧斯 Alex Jennings （页面存档备份，存于） 飾演 劇作家 阿倫·班尼特 Alan Bennett （页面存档备份，存于）
- 吉姆·布洛班特
- 法蘭西斯·狄·拉·托爾 Frances de la Tour （页面存档备份，存于） 飾演 詩人 耳舒拉·禾根·威廉斯 Ursula Vaughan Williams （页面存档备份，存于）
- 羅傑·阿倫 Roger Allam （页面存档备份，存于） 飾演 魯弗斯

## 外部連結
- 開眼電影網上《意外心房客》的資料（繁體中文）
- 豆瓣电影上《住货车的女士》的資料 （简体中文）
- 时光网上《住货车的女士》的資料（简体中文）
- AllMovie上的资料（英文）
- 爛番茄上的資料（英文）
- Box Office Mojo上的資料（英文）
- TCM电影资料库上的资料（英文）
- Metacritic上的資料（英文）
- 互联网电影数据库（IMDb）上的资料（英文）